# Sielsowiet Bobryk
Sielsowiet Bobryk (biał. Бабрыкоўскі сельсавет; ros. Бобриковский сельсовет) – sielsowiet na Białorusi, w obwodzie brzeskim, w rejonie pińskim, z siedzibą w Bobryku.
Według spisu z 2009 sielsowiet Bobryk zamieszkiwało 2088 osób, w tym 2040 Białorusinów (97,70%), 28 Rosjan (1,34%), 13 Ukraińców (0,62%), 2 Polaków (0,10%), 3 osoby innych narodowości i 2 osoby, które nie podały żadnej narodowości.

## Miejscowości
- wsie:
  - Bobryk
  - Czamla
  - Dobrosławka
  - Konotop
  - Lipniki
  - Mała Płotnica
  - Płoskiń
  - Terebień
  - Zaberezie